# Renault Super Goélette
Renault Super Goélette — фургон із серії невеликих комерційних автомобілів (повна вага автомобіля 3,3 тонни та 3,5 тонни), який виробляли на заводі Saviem і продавався під брендом Renault з 1965 по 1970 рік, потім з 1971 по 1980 роки під брендом Saviem і, нарешті, під брендом Renault Véhicules Industriels (RVI) між 1980 і 1982 роками.

## Опис

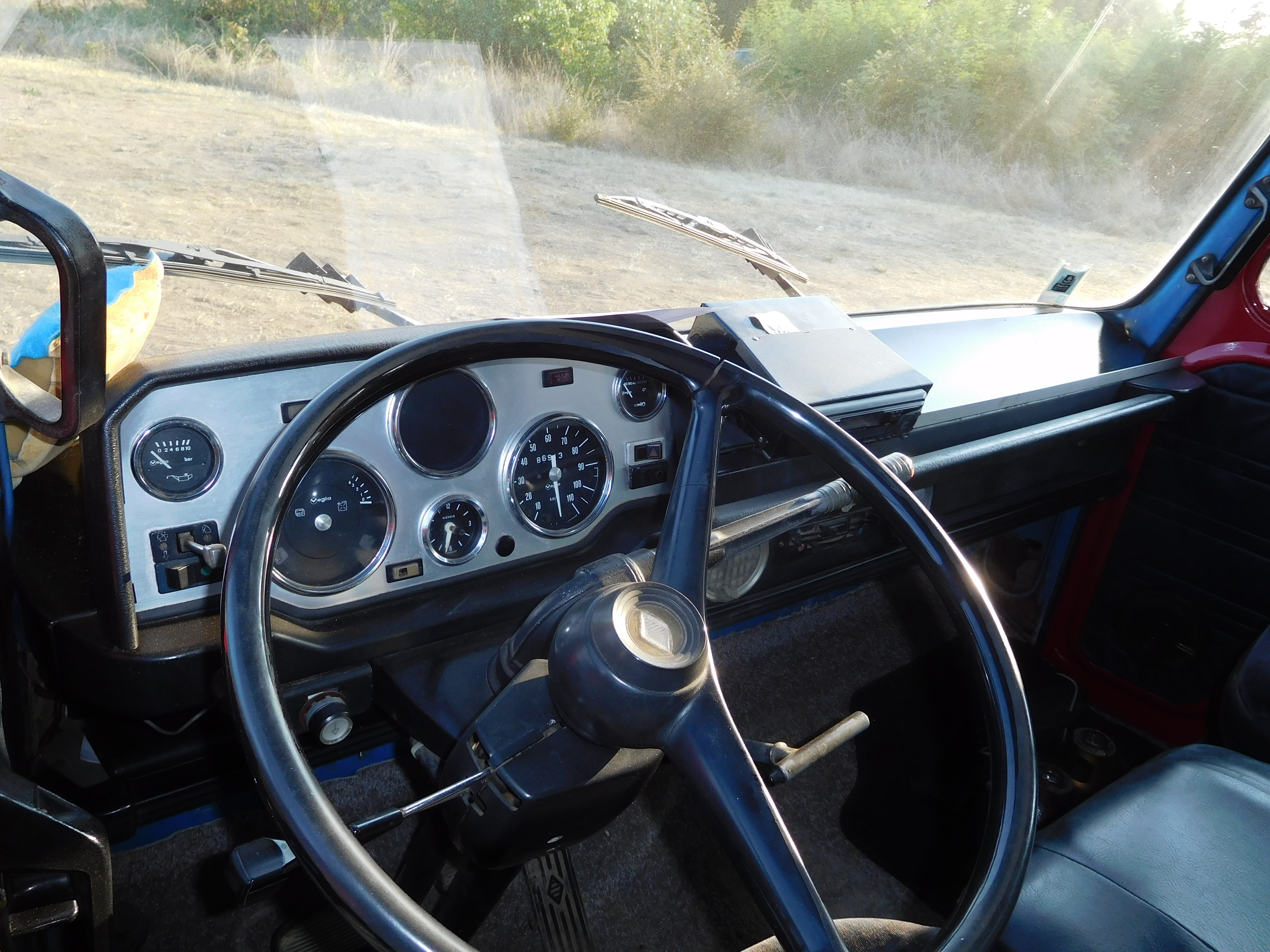

У червні 1965 року Renault Super Goélette SG2 замінив Goélette з новими функціями: широке вигнуте лобове скло, заміна панелі приладів з листового металу, перемикач на кермі, передня незалежна підвіска зі змінною гнучкістю на гвинтових пружинах (задня підвіска на листових ресорах у 1967 році), телескопічна амортизатори і високий кліренс. Однак бензиновий двигун залишився колишнього типу "Étendard" (який використовувався в Renault Frégate). Дизельні двигуни мали вихрову камеру, 2,7-літровий Saviem 580-03 встановлювався на SG 2 D і 3-літровий 591-01 на Saviem Super Galion.
Восени 1966 року була переглянута передня частина: лобове скло збільшено донизу, решітка радіатора змінена, відмовившись від центральної планки, і нові фари стали двоколірними. Всередині трохи змінили приладову панель.
У 1967 році закруглені фари стали прямокутними, і з’явилося два нових варіанти: перший — повнопривідна (пізніше названа Saviem TP3), а другий — передньопривідна під назвою Trafic SB2. Ця остання версія була спеціально розроблена для міських перевезень, пропонуючи низьку вантажну підлогу. Ручка перемикання була перенесена на підлогу, а задня вісь була жорсткою з пружинами. Дизельну версію замінили на версію 3,0-літрового чотирициліндрового двигуна Saviem, тепер із системою прямого вприскування, ліцензованою MAN. Були доступні два різні виходи. Крім того, в Італії Super Goélette SG2 називався Alfa Romeo-Saviem A15. Партнер Saviem MAN продав SG2 у Німеччині, назвавши його MAN 270.
Для моделей 1969 року дизельні версії були оновлені до серії 712, як і раніше з безпосереднім уприскуванням MAN, але з довшим робочим ходом і робочим об’ємом 3,3 літра. У 1971 році на Super Goélette SG2 стала доступна тришвидкісна автоматична коробка передач. З 1970 року Super Goélette SG2 і SB2 Traffic були перейменовані в Saviems SG2 і SB2.
У січні 1974 року надійшов у виробництво SG3, який мав подвійні задні колеса та задню підвіску з листовими ресорами. У 1977 році зовнішній вигляд знову був модернізований великою чорною пластиковою решіткою. 21 квітня 1980 року, після злиття Berliet і Saviem, невеликий асортимент був проданий під маркою RVI.
Фургон SG2 був поширеним у 1970-х роках, перш ніж його замінив Master у 1980 році. У 1982 році решту лінійки SG3 було замінено B-серією. Проте виробництво SG2 і SG3 для певних експортних ринків продовжилося. Пізніше SG2 і SG3 вироблялися за ліцензією в Чехословаччині компанією Avia, і вони також продавалися з маркуванням Renault у деяких країнах до середини 1990-х років. Виробництво варіанту Avia тривало з численними підтяжками обличчя та модернізаціями до 2000 року, коли його замінила серія Avia D.
Вантажівку також виробляли на державному заводі вантажівок «Madara» у Шумені, Болгарія, за ліцензією та за технічної допомоги Avia під назвою Madara 201. Підприємство співпрацювало з чехословацькими Skoda, LIAZ, Avia та радянським ГАЗом. підприємств.

### Saviem TP3

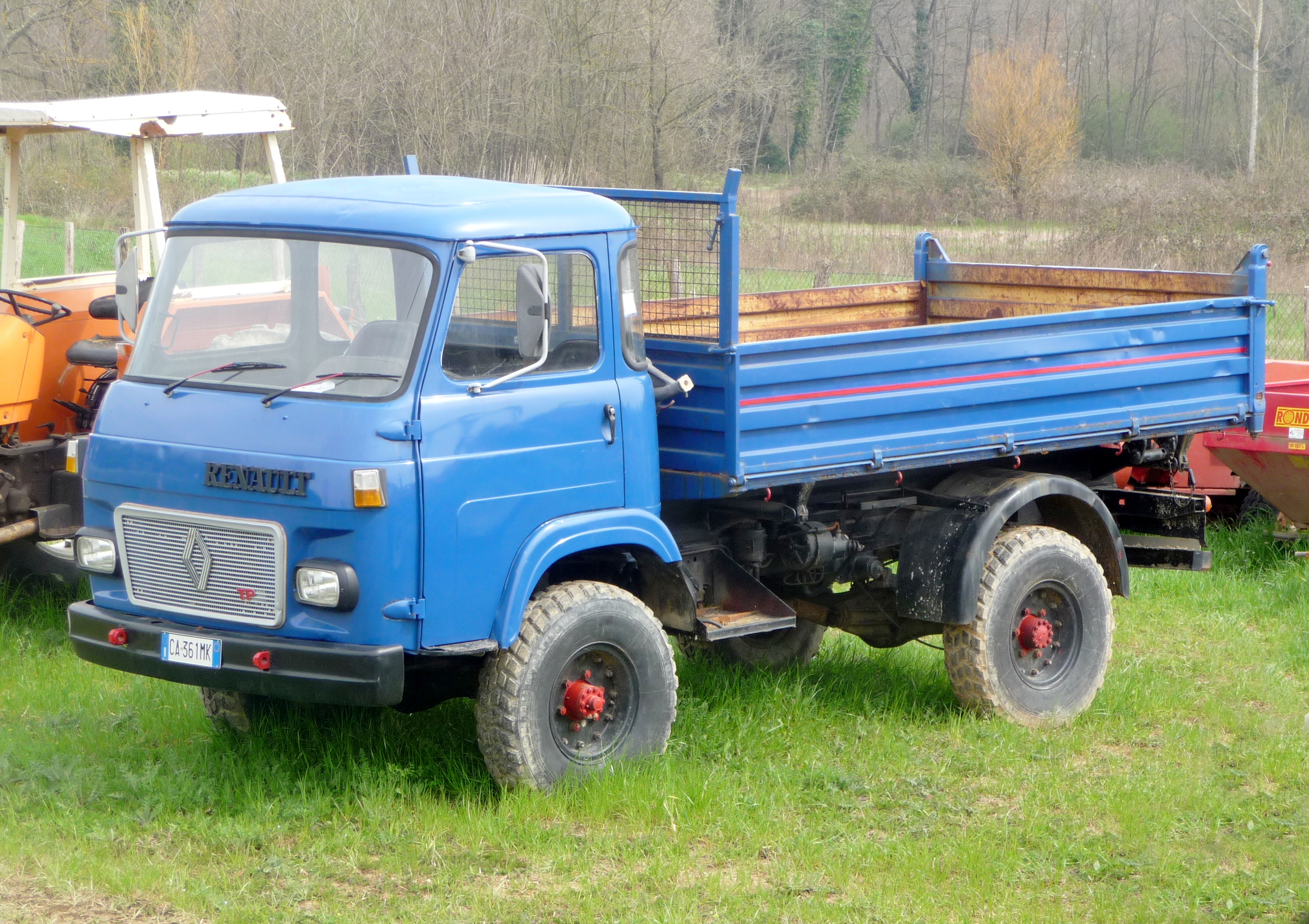
Saviem TP3

TP3 був мілітаризованою версією фургона Super Goélette. Його виробництво почалося в 1969 році, і він був розроблений для заміни власних Renault 2087 Goélette 4x4 і Simca Marmon, також доступний як вантажівка-платформа та автомобіль швидкої допомоги для використання французькою армією. TP3 був представлений на виставці військової техніки Satory в 1969 році. Він мав деякі відмінності від цивільної версії, включаючи більш потужний двигун, призначений для більш суворих умов, в яких вантажівка повинна була працювати разом з коробкою передач від Saviem SM8. Виробництво припинилося в 1983 році після того, як було виготовлено майже 11 000 автомобілів. Деякі транспортні засоби також були експортовані, а невелика кількість також була продана цивільним операторам.
На зміну TP3 прийшов Renault Messenger 4x4 і більший Renault TRM 2000, заснований на цивільних моделях Saviem J і H.

## Двигуни
Бензинові
- 2141 cc Renault 671-2 I4
- 2607 cc Renault 817-01 I4

Дизельні
- 2720 cc Saviem 580-03 I4
- 3017 cc Saviem 591-01 I4
- 3017 cc Saviem 599-01/03 пряме впорскування I4
- 3319 cc Renault 712-01/03 пряме впорскування I4